# Ramon Reventós
Ramon Reventós i Farrarons (Barcellona, 1892 – 1976) è stato un architetto spagnolo.

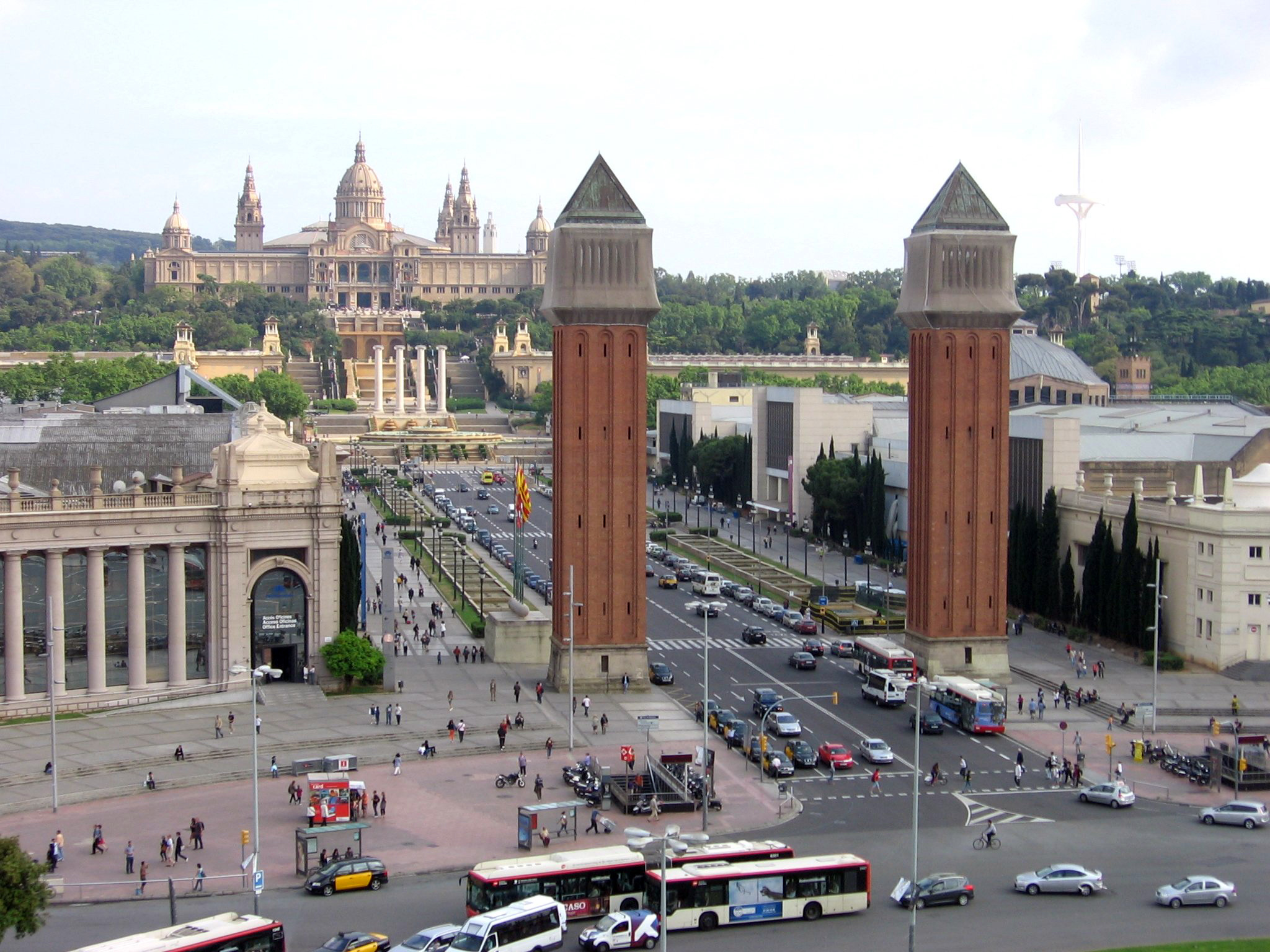
Le Torri Veneziane in Plaça d'Espanya

Laureato nel 1917, ha fatto parte della corrente noucentista, lo stile di moda all'epoca, all'interno del quale però si mosse in una direzione "protorazionalista" influenzata dalle correnti internazionali, che combinava il funzionalismo con gli ornamenti art déco.
Nel 1928 progetta a Barcellona la casa Masana, la prima legata allo stile razionalista, imperante all'epoca in Europa, con influenze bauhausiane. 
Reventós è stato a capo del Servizio Edifici Culturali del Comune di Barcellona e fu autore di diversi progetti per l'Esposizione di Barcellona del 1929 come le Torri Veneziane in Plaça d'Espanya, il Teatre Grec e il Poble Espanyol.
Fu anche autore dell'Hotel Florida sul Tibidabo, dell'Hotel Miramar sul Montjuic e delle due stazioni della funicolare di Montjuïc.